# Apparato centrale

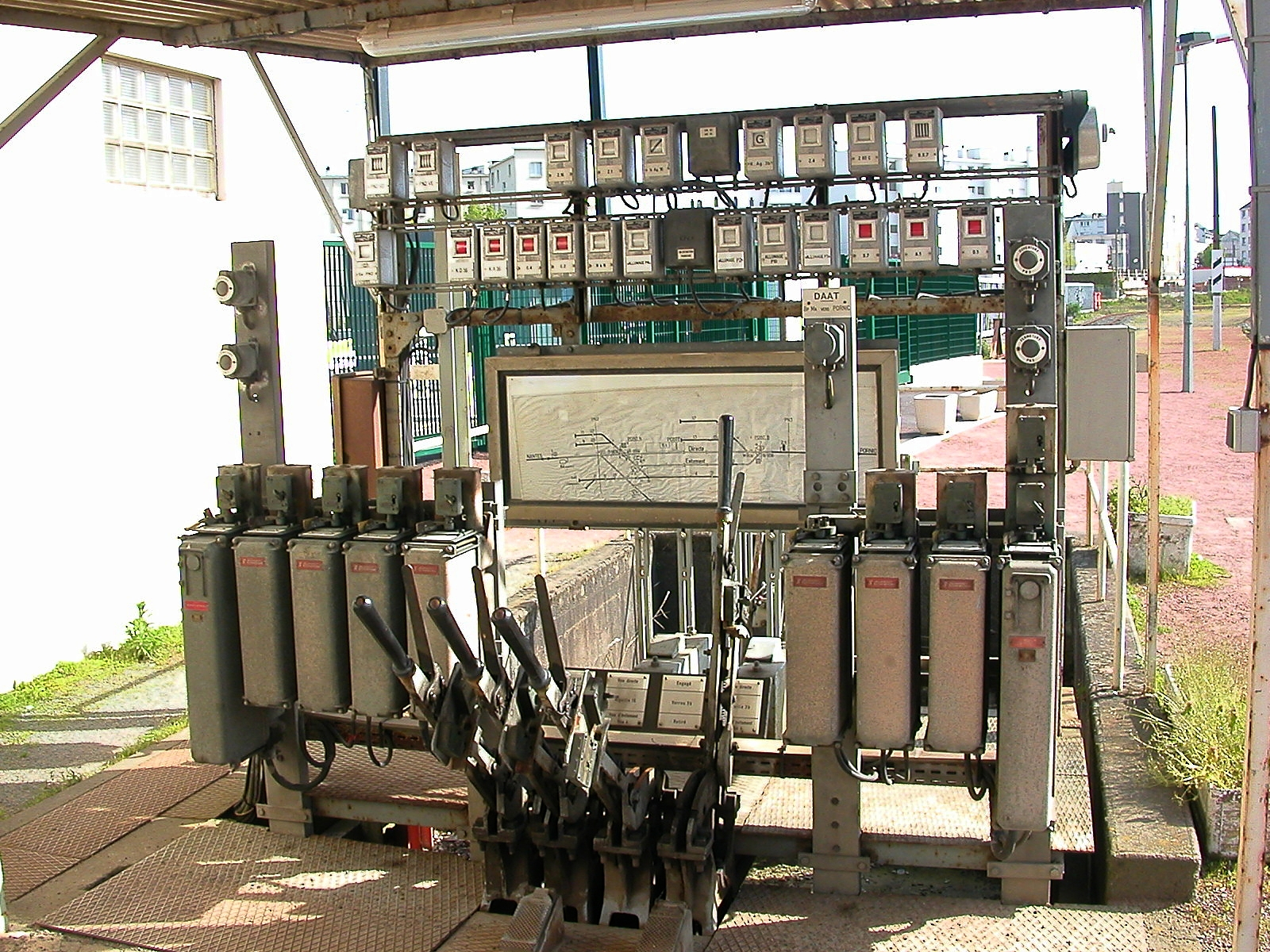
Apparato centrale a leve e chiavi di sicurezza

L'apparato centrale è l'insieme dei dispositivi, centralizzati in un unico posto di comando, per la manovra a distanza degli elementi presenti in una stazione ferroviaria (scambi, segnali ferroviari, passaggi a livello), il controllo dell'occupazione dei circuiti di binario, e la verifica dei collegamenti di sicurezza.

## Collegamento di sicurezza
Il collegamento di sicurezza è l'elemento fondamentale affinché nella circolazione dei treni nelle stazioni non si creino situazioni di pericolo, legate a possibili collisioni fra i treni in movimento. Un collegamento di sicurezza è un vincolo di tipo meccanico, elettro-meccanico, elettrico o elettronico, per mezzo del quale tutti gli enti di una stazione (deviatoi, segnali, passaggi a livello, circuiti di binario) sono interconnessi in maniera tale che ogni movimento che avviene in stazione si sviluppi in maniera sicura rispetto ad altri movimenti che precedono, seguono o si effettuano contemporaneamente al movimento in atto.
Per esempio, il collegamento di sicurezza assicura che per la disposizione a via libera del segnale di protezione di una stazione, tutti gli enti interessati siano vincolati nella posizione richiesta fintanto che il movimento che li interessa non sia stato compiuto.

### Tipi di collegamento

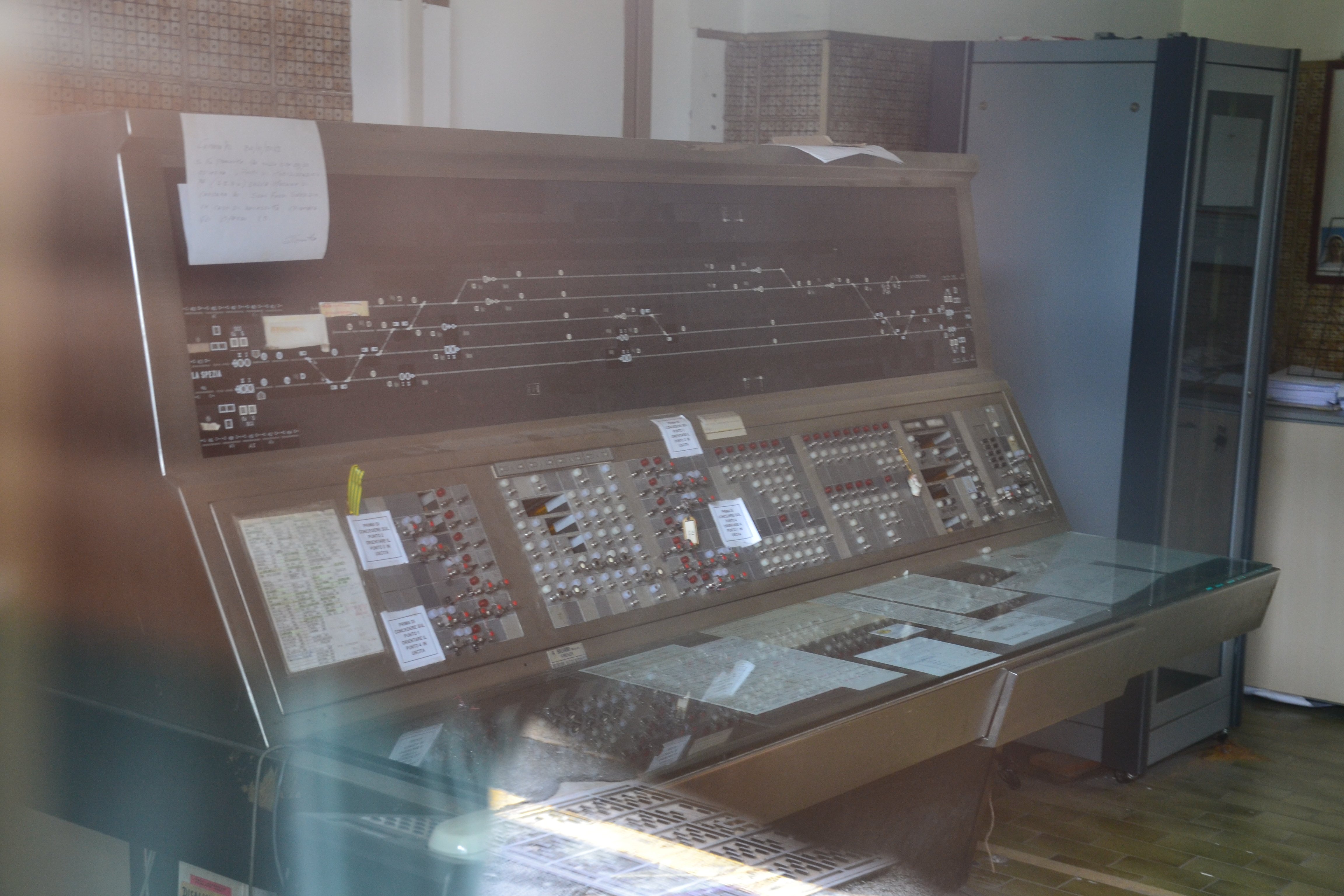
Apparato centrale di tipo ACEI

Le tipologie di collegamento di sicurezza disponibili sono le seguenti:
- collegamento di ciclo: consente di effettuare un comando impartito una sola volta, dopo di che il comando viene distrutto;
- collegamento di bloccamento: inibisce specifici comandi fintanto che il comando in atto non sia stato compiuto (ossia che l'itinerario sia stato percorso dal treno - quindi liberato - o distrutto artificialmente);
- collegamento di senso: impedisce comandi che effettuano movimenti in senso opposto sullo stesso binario;
- collegamento di verifica di costituzione di un itinerario: effettua la verifica della posizione dei deviatoi percorsi e di quelli che assicurano l'indipendenza dell'itinerario;
- collegamento di verifica di libertà della via: verifica lo stato di occupazione dei circuiti di binario che costituiscono l'itinerario, e permette la formazione dell'itinerario solo se questi sono liberi.

Tutti questi collegamenti permettono che sia garantita la sicurezza della circolazione dei treni nelle stazioni: ogni condizione che possa minare la sicurezza porta all'inibizione del comando richiesto.

## Componenti
Un apparato centrale è composto da:

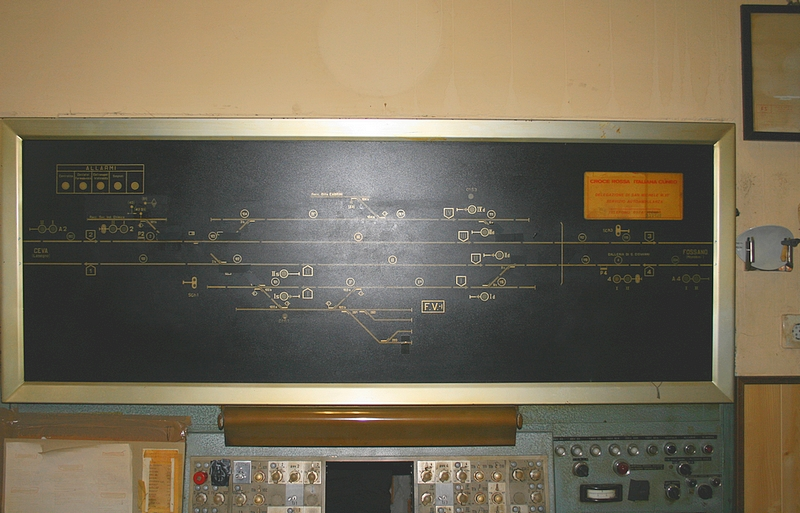
Esempio di quadro luminoso

- banco di manovra: è l'insieme delle componenti che consentono all'operatore di impartire i comandi (può essere un insieme di leve, di tasti o un computer);
- quadro luminoso: contiene la rappresentazione, in forma schematica, di tutti gli enti di piazzale controllati dall'apparato;

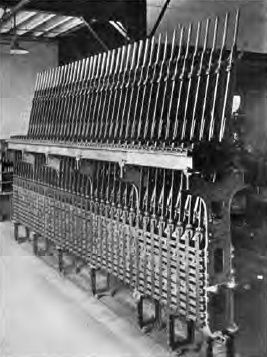
Apparato centrale meccanico: banco di manovra a leve

- Apparato centrale meccanico: banco di manovra a leveapparecchiature della logica: insieme delle componenti a cui è deputato il compito di effettuare i controlli di sicurezza (possono essere serrature meccaniche, serrature elettriche, calcolatori);
- apparecchiature di alimentazione per gli apparati di tipo elettrico ed elettronico;
- collegamenti con gli enti di piazzale.

## Tipologie di apparati
Gli apparati centrali si possono distinguere sulla base delle tecnologie impiegate e dei principi di funzionamento:
- Apparato centrale meccanico: tutti gli enti di piazzale sono collegati meccanicamente (tramite fili o leve) all'apparato centrale, i collegamenti di sicurezza sono effettuati per mezzo di una serratura meccanica, e l'azionamento è affidato alla forza umana[5];
- Apparato centrale idrodinamico: simile ad un apparato di tipo meccanico, ma si sfrutta l'energia idraulica per la movimentazione degli enti[5];
- Apparato centrale elettrico: i collegamenti tra apparato ed enti e gli azionamenti degli enti stessi avvengono sfruttando l'energia elettrica. Questo tipo di apparato si distingue a sua volta in:
  - Apparato centrale elettrico a leve individuali: ogni ente di piazzale viene manovrato individualmente per mezzo di apposite leve presenti nell'apparato centrale[1];
  - Apparato centrale elettrico a leve di itinerario: ogni itinerario viene formato per mezzo della movimentazione di una sola leva, a cui corrisponde la manovra di tutti gli enti necessari alla formazione dell'itinerario e la verifica delle condizioni di sicurezza previste[6];
  - Apparato centrale elettrico a itinerari: caratterizzato dallo stesso principio di funzionamento dell'ACELI, ma la manovra avviene per mezzo della pressione di un pulsante[1].
- Apparato centrale computerizzato: la logica di sicurezza viene realizzata da un software che, per mezzo di schede elettroniche, si interfaccia a tutti gli enti di piazzale[5].

## Storia
Gli apparati di comando a distanza nacquero allo scopo di diminuire la quantità di agenti preposti alla manovra a mano sul posto degli scambi delle stazioni e dei segnali ad essi connessi. 
I primi apparati di manovra erano costituiti da un insieme di robuste leve e tiranti che per mezzo di aste e rinvii permettevano di manovrare a distanza un certo numero di deviatoi; è senz'altro evidente che ciò trovava il suo limite nella distanza, nella complessità dei leveraggi e nello sforzo necessario a manovrarli.

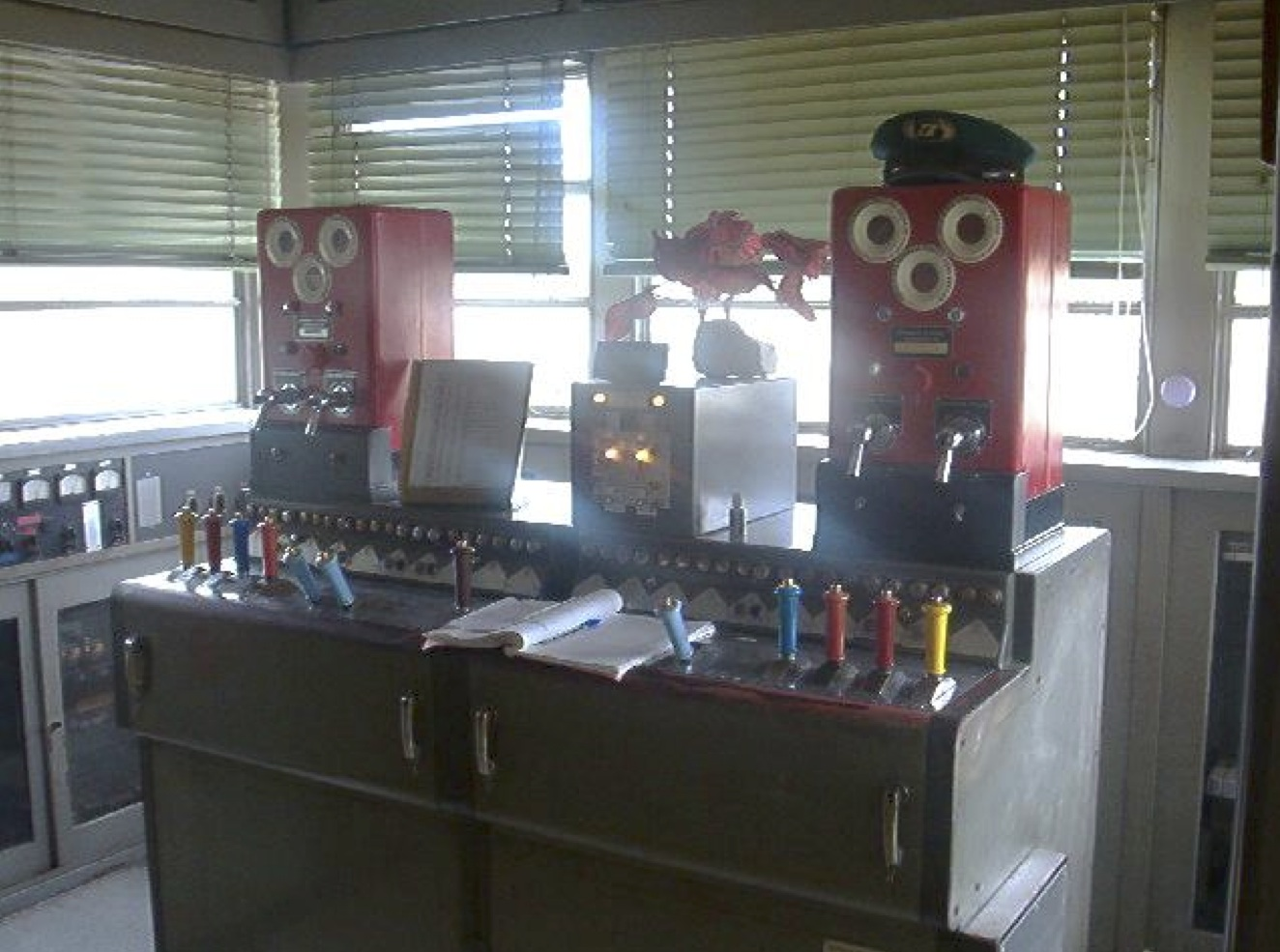
Apparato centrale elettrico a leve individuali

I dispositivi più noti ed usati di questo tipo furono l'apparato Saxby (dal nome dell'inventore John Saxby) a trasmissione rigida e gli apparati Siemens-Halske  e Max Judel con trasmissione a cavo di acciaio. Ambedue i sistemi, basati sulla forza muscolare del manovratore, non permettevano di superare distanze del posto di manovra di 150-200 metri e richiedevano agenti di manovra di caratteristiche fisiche notevoli. È evidente che occorrevano almeno due posti di manovra, uno per lato della stazione, e in ogni cabina un manovratore.
In seguito all'aumento dei dispositivi da comandare e della loro distanza dal posto di comando furono implementati sistemi o servomeccanismi di tipo idrodinamico tipo l'Apparato Centrale Idrodinamico dell'ingegnere Bianchi (realizzato in Italia) o elettrici di tipo Westinghouse, AEG ed altri.
L'aumento della circolazione dei treni e la necessità che questo avvenisse in sicurezza determinò la realizzazione di dispositivi di controllo e sicurezza a chiavi in grado di bloccare la leva disposta e a loro volta anche quelle degli itinerari convergenti per impedire manovre indebite e disastrosi risultati.
L'evolversi delle tecnologie a disposizione ha portato a sviluppare sistemi di comando e controllo di tipo meccanico, elettro-meccanico, elettrico e infine elettronico.